# Villaescusa de Roa
Villaescusa de Roa ist eine nordspanische Gemeinde (municipio) mit 92 Einwohnern (Stand: 2024) im Süden der Provinz Burgos in der autonomen Gemeinschaft Kastilien-León. Sie liegt im Weinbaugebiet Ribera del Duero und der gleichnamigen Comarca.

## Lage und Klima
Villaescusa de Roa liegt in einer Höhe von ca. 900 m. Die Provinzhauptstadt Burgos liegt etwa 100 km nordnordöstlich. Das Klima ist trotz der Höhenlage gemäßigt bis warm; Regen (ca. 540 mm/Jahr) fällt übers Jahr verteilt, Schnee und Frost sind äußerst selten.

## Bevölkerungsentwicklung
| Jahr      | 1971 | 1981 | 1991 | 2001 | 2011 | 2021 |
| Einwohner | 253  | 240  | 192  | 172  | 136  | 97   |

## Sehenswürdigkeiten
- Kirche San Mamés Mártir aus dem 13. Jahrhundert

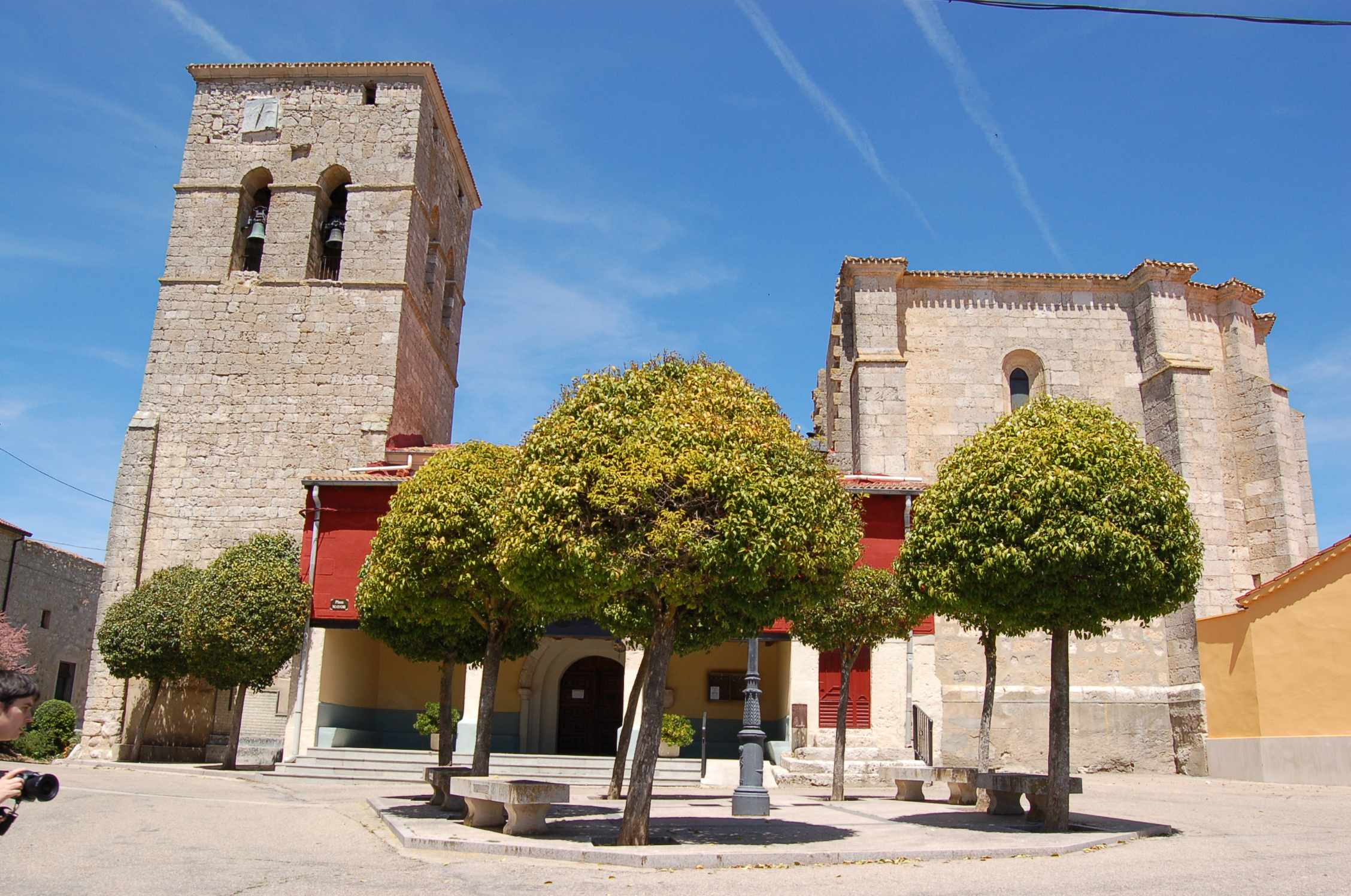
Kirche San Mamés Mártir